# Liste der Baudenkmale in Lehrte
Diese unvollständige Liste der Baudenkmale in Lehrte enthält Baudenkmale der Kernstadt der niedersächsischen Stadt Lehrte und seiner Ortsteile. Der Stand der Liste ist der 12. November 2020.

## Allgemein
In den Spalten befinden sich folgende Informationen:
- Lage: die Adresse des Baudenkmales und die geographischen Koordinaten. Kartenansicht, um Koordinaten zu setzen. In der Kartenansicht sind Baudenkmale ohne Koordinaten mit einem roten Marker dargestellt und können in der Karte gesetzt werden. Baudenkmale ohne Bild sind mit einem blauen Marker gekennzeichnet, Baudenkmale mit Bild mit einem grünen Marker.
- Bezeichnung: Bezeichnung des Baudenkmales
- Beschreibung: die Beschreibung des Baudenkmales. Unter § 3 Abs. 2 NDSchG werden Einzeldenkmale und unter § 3 Abs. 3 NDSchG Gruppen baulicher Anlagen und deren Bestandteile ausgewiesen.
- ID: die Objekt-ID des Baudenkmales
- Bild: ein Bild des Baudenkmales, ggf. zusätzlich mit einem Link zu weiteren Fotos des Baudenkmals im Medienarchiv Wikimedia Commons. Wenn man auf das Kamerasymbol klickt, können Fotos zu Baudenkmalen aus dieser Liste hochgeladen werden:

## Ahlten

### Gruppe: Hofanlage Backhausstraße 11
Die Gruppe „Hofanlage Backhausstraße 11“ hat die ID 43594478.

| Lage                                          | Bezeichnung | Beschreibung | ID       | Bild |
| --------------------------------------------- | ----------- | ------------ | -------- | ---- |
| Backhausstraße 11 52° 22′ 3″ N, 9° 54′ 59″ O  | Wohnhaus    |              | 30940356 |      |
| Backhausstraße 11 52° 21′ 44″ N, 9° 54′ 41″ O | Scheune     |              | 43594492 | BW   |

### Gruppe: Hofanlage Hannoversche Straße 25
Die Gruppe „Hofanlage Hannoversche Straße 25“ hat die ID 30940199.

| Lage                                               | Bezeichnung     | Beschreibung | ID       | Bild |
| -------------------------------------------------- | --------------- | ------------ | -------- | ---- |
| Hannoversche Straße 25 52° 21′ 44″ N, 9° 54′ 40″ O | Stall           |              | 30944912 |      |
| Hannoversche Straße 25 52° 21′ 44″ N, 9° 54′ 42″ O | Speichergebäude |              | 30940455 | BW   |
| Hannoversche Straße 25 52° 21′ 44″ N, 9° 54′ 41″ O | Scheune         |              | 30940432 | BW   |
| Hannoversche Straße 25 52° 21′ 43″ N, 9° 54′ 41″ O | Wohnhaus        |              | 30940409 | BW   |
| Hannoversche Straße 25 52° 21′ 43″ N, 9° 54′ 42″ O | Stall           |              | 30944934 | BW   |
| Hannoversche Straße 25 52° 21′ 43″ N, 9° 54′ 41″ O | Remise          |              | 30944958 | BW   |
| Hannoversche Straße 25 52° 21′ 43″ N, 9° 54′ 40″ O | Brennerei       |              | 30944979 | BW   |

### Gruppe: Grenzsteine Ahltener Wald
Die Gruppe „Grenzsteine Ahltener Wald“ hat die ID 30940210.

| Lage                                     | Bezeichnung | Beschreibung | ID       | Bild |
| ---------------------------------------- | ----------- | --- | -------- | ---- |
| Ahltener Wald 52° 24′ 1″ N, 9° 54′ 19″ O | Grenzstein  | Nummer 13: Sieben Grenzsteine, rundbogenförmig, die früher die Grenze zu Misburg markierten und heute die Grenze zwischen Hannover und Lehrte markieren. Alle Steine tragen auf der Misburger Seite das Datum 1744 und die Aufschrift AC. Auf der Ahltener Seite ist lediglich ein A eingemeißelt. | 30940512 |      |
| Ahltener Wald 52° 24′ 2″ N, 9° 54′ 27″ O | Grenzstein  | Nummer 14 | 30940536 |      |
| Ahltener Wald 52° 24′ 2″ N, 9° 54′ 34″ O | Grenzstein  | Nummer 15 | 30940560 |      |
| Ahltener Wald 52° 24′ 3″ N, 9° 54′ 43″ O | Grenzstein  | Nummer 16 | 30940584 |      |
| Ahltener Wald 52° 24′ 3″ N, 9° 54′ 50″ O | Grenzstein  | Nummer 17. Dieser Stein ist in November 2020 an den angegebenen Koordinaten und deren weiterer Umkreis nicht auffindbar. Auch an der die Grenzsteine verbindenden Furche im Waldboden ist zwischen den Steinen Nummer 16 und Nummer 18 kein weiterer Grenzstein auffindbar.                        | 30940608 | BW   |
| Ahltener Wald 52° 24′ 4″ N, 9° 54′ 57″ O | Grenzstein  | Nummer 18 | 30940632 |      |
| Ahltener Wald 52° 24′ 4″ N, 9° 54′ 59″ O | Grenzstein  | Nummer 19 | 30940656 |      |

### Einzelbaudenkmale
| Lage                                               | Bezeichnung              | Beschreibung | ID       | Bild           |
| -------------------------------------------------- | ------------------------ | --- | -------- | -------------- |
| Backhausstraße 9 52° 22′ 0″ N, 9° 54′ 50″ O        | Wohn-/Wirtschaftsgebäude | Dieses Fachwerkgebäude wurde laut Inschrift 1850 errichtet. | 30940338 |                |
| Barnstorfplatz 52° 21′ 52″ N, 9° 54′ 42″ O         | Feuerwehrgerätehaus      | Das Feuerwehrgerätehaus wurde 1906 erbaut. | 30944428 | Weitere Bilder |
| Barnstorfplatz 7 52° 21′ 54″ N, 9° 54′ 44″ O       | Wohn-/Wirtschaftsgebäude | | 30940375 |                |
| Ernst-August-Straße 6 52° 21′ 47″ N, 9° 54′ 32″ O  | Wohnhaus                 | | 30940392 |                |
| Hannoversche Straße 30 52° 21′ 41″ N, 9° 54′ 37″ O | Gutshaus                 | Gutshaus Ahlten, auch Schlemmsches Gut | 30940478 |                |
| Kapellenstraße 52° 21′ 45″ N, 9° 54′ 34″ O         | Martinskirche            | Die Martinskirche wurde um 1300 erbaut, seit der Reformation ist sie evangelisch-lutherisch. Im Inneren befindet sich ein im Jahre 1951 wieder gefundenes Fresko aus dem 14. Jahrhundert. |          | Weitere Bilder |
| Wiesenweg 2 52° 21′ 46″ N, 9° 54′ 27″ O            | Wohnhaus                 | | 30940680 |                |
| Wöhlerstraße 3 52° 21′ 57″ N, 9° 54′ 39″ O         | Wohnhaus                 | | 30940697 |                |
| Zum Großen Freien 2 52° 21′ 51″ N, 9° 54′ 38″ O    | Wohnhaus                 | Der Ziegelbau wurde etwa 1890/1895 erbaut. 2016 erfolgt eine umfassende Renovierung. | 30940731 |                |

## Aligse

### Gruppe: Kriegerdenkmal Unter den Eichen
Die Gruppe „Kriegerdenkmal Unter den Eichen“ hat die ID 30940220.

| Lage                                        | Bezeichnung       | Beschreibung | ID       | Bild           |
| ------------------------------------------- | ----------------- | ------------ | -------- | -------------- |
| Unter den Eichen 52° 24′ 1″ N, 9° 58′ 26″ O | Gefallenendenkmal |              | 30940935 | Weitere Bilder |

### Einzelbaudenkmale
| Lage                                              | Bezeichnung           | Beschreibung                                             | ID       | Bild |
| ------------------------------------------------- | --------------------- | -------------------------------------------------------- | -------- | ---- |
| Aligser Dorfstraße 8 52° 24′ 9″ N, 9° 58′ 34″ O   | Wohnhaus              |                                                          | 30940765 | BW   |
| Aligser Dorfstraße 19 52° 24′ 15″ N, 9° 58′ 34″ O | Wohn-/Wirtschaftshaus |                                                          | 30940782 |      |
| Aligser Dorfstraße 21 52° 24′ 17″ N, 9° 58′ 34″ O | Wohnhaus              |                                                          |          |      |
| Dammfeldstraße 17A 52° 24′ 13″ N, 9° 58′ 24″ O    | Wohnhaus              | Das Fachwerkgebäude wurde laut Inschrift 1791 errichtet. | 30940816 |      |
| Dammfeldstraße 24 52° 24′ 10″ N, 9° 58′ 32″ O     | Wohn-/Wirtschaftshaus | Die Dammfeldstraße 24 ist eine alte Hofstelle.           | 30944482 |      |
| Dammfeldstraße 24 52° 24′ 10″ N, 9° 58′ 32″ O     | Scheune               |                                                          | 30940834 |      |
| Peiner Heerstraße 36 52° 24′ 6″ N, 9° 58′ 25″ O   | Wohn-/Wirtschaftshaus |                                                          | 30940918 | BW   |

## Arpke

### Gruppe: Friedhof Zum Hämeler Wald
Die Gruppe „Friedhof Zum Hämeler Wald“ hat die ID 30940241.

| Lage                                       | Bezeichnung | Beschreibung | ID | Bild |
| ------------------------------------------ | ----------- | ------------ | -- | ---- |
| Zum Hämeler Wald 52° 23′ 2″ N, 10° 6′ 2″ O | Friedhof    |              |    |      |

### Einzelbaudenkmale
| Lage                                                 | Bezeichnung              | Beschreibung | ID       | Bild           |
| ---------------------------------------------------- | ------------------------ | --- | -------- | -------------- |
| Ahrbeke 1 52° 23′ 10″ N, 10° 5′ 58″ O                | Wohn-/Wirtschaftsgebäude | Das Haus wurde 1770 erbaut. Es ist ein Vierständer-Hallenhaus. Im 19. Jahrhundert wurde das Gebäude stark verändert.                                                                      |          |                |
| Pastorengang 1 (Ahrbeke 6) 52° 23′ 7″ N, 10° 6′ 3″ O | Altenteiler              | Altenteilerhaus der Hofanlage |          |                |
| Ahrbeke 10 52° 23′ 5″ N, 10° 6′ 3″ O                 | Wohnhaus                 | Wurde vermutlich 2011 abgerissen und 2012 durch einen Neubau ersetzt |          | BW             |
| Alte Dorfstraße 52° 23′ 9″ N, 10° 6′ 2″ O            | Gefallenendenkmal        | | 30941026 |                |
| Alte Dorfstraße 12 52° 23′ 10″ N, 10° 5′ 57″ O       | Wohn-/Wirtschaftsgebäude | Erbaut 1859 |          |                |
| An der Kirche 52° 23′ 7″ N, 10° 6′ 0″ O              | Kirche                   | Die evangelische Kirche wurde als Kapelle von 1857 bis 1859 erbaut. Der ursprünglicher Entwurf stammt von Conrad Wilhelm Hase. Im Jahre 1964 wurde das Gebäude modernisiert und umgebaut. |          | Weitere Bilder |
| Haimarstiege 52° 22′ 33″ N, 10° 4′ 53″ O             | Grenzstein               | |          |                |
| Hauptstraße 34 52° 23′ 19″ N, 10° 5′ 48″ O           | Kirche                   | Kapelle der Apostelgemeinde Arpke |          | Weitere Bilder |
| Teichstraße 7 52° 23′ 16″ N, 10° 6′ 3″ O             | Wohn-/Wirtschaftsgebäude | |          |                |

## Hämelerwald

### Gruppe: Gutsanlage Adolphshof
Die Gruppe „Gutsanlage Adolphshof“ hat die ID 33538048.

| Lage                                     | Bezeichnung        | Beschreibung                                                                                     | ID       | Bild |
| ---------------------------------------- | ------------------ | ------------------------------------------------------------------------------------------------ | -------- | ---- |
| Adolphshof 1 52° 19′ 59″ N, 10° 7′ 7″ O  | Herrenhaus         | Das Gut Adolphshof wurde 1827 vom Weinhändler Hermann Heinrich Siemering aus Hannover gegründet. | 30941310 |      |
| Adolphshof 1 52° 19′ 57″ N, 10° 7′ 6″ O  | Garten             |                                                                                                  | 30941347 | BW   |
| Adolphshof 1 52° 20′ 0″ N, 10° 7′ 3″ O   | Wirtschaftsgebäude |                                                                                                  | 30944852 | BW   |
| Adolphshof 1 52° 20′ 0″ N, 10° 7′ 5″ O   | Wirtschaftsgebäude |                                                                                                  | 30944814 | BW   |
| Adolphshof 1 52° 20′ 1″ N, 10° 7′ 9″ O   | Wirtschaftsgebäude |                                                                                                  | 30944833 | BW   |
| Adolphshof 1 52° 20′ 0″ N, 10° 7′ 11″ O  | Wirtschaftsgebäude |                                                                                                  | 30944871 | BW   |
| Adolphshof 1 52° 19′ 58″ N, 10° 7′ 13″ O | Scheune            |                                                                                                  | 30944795 | BW   |
| Adolphshof 1 52° 19′ 59″ N, 10° 7′ 11″ O | Werkstatt          |                                                                                                  | 30944777 | BW   |
| Adolphshof 1 52° 19′ 58″ N, 10° 7′ 10″ O | Wirtschaftsgebäude |                                                                                                  | 30941328 | BW   |

### Einzelbaudenkmale
| Lage                                              | Bezeichnung              | Beschreibung           | ID       | Bild |
| ------------------------------------------------- | ------------------------ | ---------------------- | -------- | ---- |
| Heinrich-Kobbe-Straße 52° 21′ 36″ N, 10° 6′ 36″ O | Gedenkstätte             | Kriegerdenkmal 1914/18 | 30941365 | BW   |
| Hubertusstraße 5 52° 21′ 13″ N, 10° 6′ 41″ O      | Wohnhaus                 |                        | 30941383 | BW   |
| Hubertusstraße 21 52° 21′ 15″ N, 10° 6′ 32″ O     | Wohn-/Wirtschaftsgebäude |                        | 30941400 | BW   |

## Immensen

### Gruppe: Hofanlage Bauernstraße 24
Die Gruppe „Hofanlage Bauernstraße  24“ hat die ID 30940273.

| Lage                                        | Bezeichnung | Beschreibung | ID       | Bild |
| ------------------------------------------- | ----------- | ------------ | -------- | ---- |
| Bauernstraße 24 52° 23′ 41″ N, 10° 3′ 46″ O | Wohnhaus    |              | 30941685 |      |
| Bauernstraße 24 52° 23′ 43″ N, 10° 3′ 46″ O | Scheune     |              | 30941705 |      |

### Gruppe: Hofanlage Bauernstraße 1
Die Gruppe „Hofanlage Bauernstraße 1“ hat die ID 30940262.

| Lage                                       | Bezeichnung              | Beschreibung | ID       | Bild |
| ------------------------------------------ | ------------------------ | ------------ | -------- | ---- |
| Bauernstraße 1 52° 23′ 41″ N, 10° 3′ 57″ O | Scheune                  |              | 30941556 |      |
| Bauernstraße 1 52° 23′ 41″ N, 10° 3′ 58″ O | Altenteil                |              | 30941576 |      |
| Bauernstraße 1 52° 23′ 40″ N, 10° 3′ 58″ O | Wohn-/Wirtschaftsgebäude |              | 30941536 |      |
| Bauernstraße 1 52° 23′ 38″ N, 10° 3′ 58″ O | Backhaus                 |              | 30941616 |      |
| Bauernstraße 1 52° 23′ 40″ N, 10° 3′ 59″ O | Speicher                 |              | 30941596 |      |

### Einzelbaudenkmale
| Lage                                             | Bezeichnung              | Beschreibung | ID       | Bild           |
| ------------------------------------------------ | ------------------------ | --- | -------- | -------------- |
| Arpker Straße 10 52° 23′ 41″ N, 10° 4′ 5″ O      | Pfarrhaus                | Pfarr- und Gemeindehaus der ev.-luth. Antoniuskirche                                                                                                  | 0941434  |                |
| Bauernstraße 52° 23′ 40″ N, 10° 3′ 49″ O         | Kirche                   | Die Kirche St. Antonius wurde in den Jahren 1877–1878 als neuromanischer Backsteinbau von Conrad Wilhelm Hase errichtet, der Bau wurde 1899 verputzt. | 30941486 | Weitere Bilder |
| Bauernstraße 52° 23′ 40″ N, 10° 3′ 51″ O         | Kriegerdenkmal           | Kriegerdenkmal 1870/71 | 30941503 |                |
| Bauernstraße 52° 23′ 40″ N, 10° 3′ 52″ O         | Kriegerdenkmal           | Kriegerdenkmal 1914/18 | 30941469 |                |
| Bauernstraße 7 52° 23′ 40″ N, 10° 3′ 54″ O       | Wohn-/Wirtschaftsgebäude | ehemalige Schule | 30944445 |                |
| Bauernstraße 26 52° 23′ 43″ N, 10° 3′ 44″ O      | Scheune                  | | 30941725 |                |
| Bauernstraße 30 52° 23′ 42″ N, 10° 3′ 42″ O      | Wohn-/Wirtschaftsgebäude | Vierständerhallenhaus | 30941742 |                |
| Bauernstraße 34 52° 23′ 44″ N, 10° 3′ 40″ O      | Wohnhaus                 | | 30941759 |                |
| Lehrter Straße 4 52° 23′ 42″ N, 10° 3′ 33″ O     | Wohnhaus                 | Genutzt als Gaststätte |          | BW             |
| Lüneburger Straße 5 52° 23′ 45″ N, 10° 3′ 27″ O  | Wohn-/Wirtschaftsgebäude | | 30941844 |                |
| Lüneburger Straße 5 52° 23′ 43″ N, 10° 3′ 27″ O  | Backhaus                 | | 30941902 |                |
| Lüneburger Straße 19 52° 23′ 55″ N, 10° 3′ 21″ O | Wohnhaus                 | Vor dem Haus steht zudem ein Naturdenkmal (Baum). | 30941919 |                |
| Lüneburger Straße 34 52° 23′ 56″ N, 10° 3′ 23″ O | Wohnhaus                 | | 30941941 |                |

## Kolshorn

### Einzelbaudenkmale
| Lage                                                   | Bezeichnung              | Beschreibung | ID       | Bild |
| ------------------------------------------------------ | ------------------------ | ------------ | -------- | ---- |
| Beinhorner Weg 8 52° 25′ 18″ N, 9° 57′ 5″ O            | Scheune/Stall            |              | 30941242 |      |
| Unter den Linden 52° 25′ 15″ N, 9° 57′ 13″ O           | Gefallenendenkmal        |              | 30941293 |      |
| Bürgermeister-Fuge-Straße 1 52° 25′ 15″ N, 9° 57′ 9″ O | Wohn-/Wirtschaftsgebäude |              | 30941259 | BW   |

## Lehrte

### Gruppe: Kaliwerk Bergmannssegen
Die Gruppe „Kaliwerk Bergmannssegen“ hat die ID 30940324.

| Lage                                 | Bezeichnung   | Beschreibung | ID       | Bild |
| ------------------------------------ | ------------- | ------------ | -------- | ---- |
| Sauerweg 52° 21′ 23″ N, 9° 57′ 41″ O | Maschinenhaus |              | 30944611 |      |
| Sauerweg 52° 21′ 21″ N, 9° 57′ 42″ O | Förderturm    |              | 30944588 | BW   |

### Gruppe: Genossenschaftswohnhäuser Ahltener Straße
Die Gruppe „Genossenschaftswohnhäuser Ahltener Straße“ hat die ID 30940324.

| Lage                                           | Bezeichnung | Beschreibung | ID       | Bild           |
| ---------------------------------------------- | ----------- | --- | -------- | -------------- |
| Ahltener Straße 67 52° 22′ 23″ N, 9° 57′ 51″ O | Wohnhaus    | Diese Gebäude gehört zum Ensemble „Genossenschaftswohnhäuser Ahltener Straße“, welches die Häuser 67, 69, 71, 73, 75 und 77 umfasst. Diese Eisenbahnerhäuser wurden 1914 von Wilhelm Wrede aus Lehrte geplant und gebaut. | 30941975 | Weitere Bilder |
| Ahltener Straße 67 52° 22′ 22″ N, 9° 57′ 51″ O | Stall       | | 30945164 | BW             |
| Ahltener Straße 69 52° 22′ 23″ N, 9° 57′ 50″ O | Wohnhaus    | | 30941997 |                |
| Ahltener Straße 69 52° 22′ 22″ N, 9° 57′ 50″ O | Stall       | | 30945104 | BW             |
| Ahltener Straße 71 52° 22′ 23″ N, 9° 57′ 49″ O | Wohnhaus    | | 30942017 |                |
| Ahltener Straße 71 52° 22′ 22″ N, 9° 57′ 49″ O | Stall       | | 30945184 | BW             |
| Ahltener Straße 73 52° 22′ 23″ N, 9° 57′ 48″ O | Wohnhaus    | | 30942036 | BW             |
| Ahltener Straße 73 52° 22′ 22″ N, 9° 57′ 48″ O | Stall       | | 30945204 | BW             |
| Ahltener Straße 75 52° 22′ 23″ N, 9° 57′ 47″ O | Wohnhaus    | | 30942055 |                |
| Ahltener Straße 75 52° 22′ 22″ N, 9° 57′ 47″ O | Stall       | | 30945124 | BW             |
| Ahltener Straße 77 52° 22′ 23″ N, 9° 57′ 46″ O | Wohnhaus    | | 30942074 |                |
| Ahltener Straße 77 52° 22′ 22″ N, 9° 57′ 47″ O | Stall       | | 0945144  | BW             |

### Gruppe: Wohn- und Geschäftshäuser Marktstraße
Die Gruppe „Wohn- und Geschäftshäuser Marktstraße“ hat die ID 30940159.

| Lage                                      | Bezeichnung             | Beschreibung                                                      | ID       | Bild |
| ----------------------------------------- | ----------------------- | ----------------------------------------------------------------- | -------- | ---- |
| Marktstraße 2 52° 22′ 21″ N, 9° 58′ 35″ O | Wohn- und Geschäftshaus | Erbaut 1909. 2012 wurden vor dem Haus vier Stolpersteine verlegt. | 30943146 |      |
| Marktstraße 4 52° 22′ 21″ N, 9° 58′ 36″ O | Wohnhaus                |                                                                   | 30943164 |      |

### Gruppe: Wohnhäuser Wilhelmstraße
Die Gruppe „Wohnhäuser Wilhelmstraße“ hat die ID 30940179.

| Lage                                         | Bezeichnung | Beschreibung | ID       | Bild |
| -------------------------------------------- | ----------- | ------------ | -------- | ---- |
| Wilhelmstraße 32 52° 22′ 36″ N, 9° 57′ 57″ O | Wohnhaus    |              | 30943481 |      |
| Wilhelmstraße 34 52° 22′ 36″ N, 9° 57′ 56″ O | Wohnhaus    |              | 30943499 | BW   |
| Wilhelmstraße 35 52° 22′ 36″ N, 9° 57′ 55″ O | Wohnhaus    |              | 30943517 | BW   |
| Wilhelmstraße 36 52° 22′ 36″ N, 9° 57′ 54″ O | Wohnhaus    |              | 30943535 | BW   |

### Gruppe: Wohnhäuser Westerstraße
Die Gruppe „Wohnhäuser Westerstraße“ hat die ID 30940169.

| Lage                                        | Bezeichnung             | Beschreibung                                        | ID       | Bild |
| ------------------------------------------- | ----------------------- | --------------------------------------------------- | -------- | ---- |
| Westerstraße 1 52° 22′ 41″ N, 9° 58′ 13″ O  | Wohn- und Geschäftshaus | Laut Inschrift wurde dieses Gebäude 1899 errichtet. | 30943374 |      |
| Westerstraße 24 52° 22′ 43″ N, 9° 58′ 10″ O | Wohnhaus                |                                                     | 30943391 |      |
| Westerstraße 25 52° 22′ 42″ N, 9° 58′ 11″ O | Wohnhaus                |                                                     | 30943409 | BW   |
| Westerstraße 26 52° 22′ 42″ N, 9° 58′ 11″ O | Wohnhaus                |                                                     | 30943427 | BW   |
| Westerstraße 27 52° 22′ 42″ N, 9° 58′ 12″ O | Wohnhaus                |                                                     | 30943445 | BW   |
| Westerstraße 2 52° 22′ 42″ N, 9° 58′ 11″ O  | Wohnhaus                |                                                     | 30943463 | BW   |

### Gruppe: Wohnhäuser Bennigsen- und Bahnhofstraße
Die Gruppe „Wohnhäuser Bennigsen- und Bahnhofstraße“ hat die ID 30940189.

| Lage                                          | Bezeichnung | Beschreibung | ID       | Bild |
| --------------------------------------------- | ----------- | ------------ | -------- | ---- |
| Bahnhofstraße 31 52° 22′ 45″ N, 9° 58′ 10″ O  | Wohnhaus    |              | 30942381 |      |
| Bahnhofstraße 31A 52° 22′ 45″ N, 9° 58′ 9″ O  | Wohnhaus    |              | 30942399 | BW   |
| Bennigsenstraße 31 52° 22′ 46″ N, 9° 58′ 8″ O | Wohnhaus    |              | 30942417 | BW   |
| Bennigsenstraße 32 52° 22′ 45″ N, 9° 58′ 8″ O | Wohnhaus    |              | 30942435 |      |
| Bennigsenstraße 33 52° 22′ 45″ N, 9° 58′ 8″ O | Wohnhaus    |              | 30942453 | BW   |
| Bennigsenstraße 34 52° 22′ 44″ N, 9° 58′ 8″ O | Wohnhaus    |              | 30942471 | BW   |
| Bennigsenstraße 35 52° 22′ 44″ N, 9° 58′ 8″ O | Wohnhaus    |              | 30942489 | BW   |

### Gruppe: Hofanlage Im Jägerwinkel 1
Die Gruppe „Hofanlage Im Jägerwinkel 1“ hat die ID 30940139.

| Lage                                        | Bezeichnung              | Beschreibung                   | ID       | Bild |
| ------------------------------------------- | ------------------------ | ------------------------------ | -------- | ---- |
| Im Jägerwinkel 1 52° 22′ 12″ N, 9° 59′ 6″ O | Wohn-/Wirtschaftsgebäude | Vierständerhallenhaus von 1836 | 30942923 |      |
| Im Jägerwinkel 1 52° 22′ 12″ N, 9° 59′ 5″ O | Scheune                  |                                | 30942944 | BW   |

### Gruppe: Friedhofsanlage Am Stadtpark
Die Gruppe „Friedhofsanlage Am Stadtpark“ hat die ID :30940119.

| Lage                                        | Bezeichnung    | Beschreibung | ID       | Bild |
| ------------------------------------------- | -------------- | --- | -------- | ---- |
| Am Stadtpark 15 52° 22′ 55″ N, 9° 59′ 15″ O | Kapelle        | Der Friedhof wurde am 25. August 1919 eröffnet. Die Anlage umfasst gut sieben Hektar und ist als Parkfriedhof angelegt. Die große Kapelle, erbaut 1930, bildet eine achteckige Form (Oktogon). Sie ist innerhalb der Neogotik der „Backsteingotik“ zuzuordnen. | 30942156 |      |
| Am Stadtpark 15 52° 22′ 57″ N, 9° 59′ 19″ O | Friedhofanlage | | 30942138 |      |
| Am Stadtpark 52° 22′ 58″ N, 9° 59′ 12″ O    | Grabstätte     | Grab Ferdinand Wichmann 1934 | 30942216 |      |
| Am Stadtpark 52° 22′ 57″ N, 9° 59′ 11″ O    | Grabstätte     | Grab Brauer 1939 | 30942236 |      |
| Am Stadtpark 52° 22′ 54″ N, 9° 59′ 11″ O    | Grabstätte     | Grab Oelfe und Engelke 1919 | 33785689 |      |
| Am Stadtpark 52° 22′ 54″ N, 9° 59′ 13″ O    | Kriegerdenkmal | Ehrenanlage | 30942176 |      |
| Am Stadtpark 52° 22′ 53″ N, 9° 59′ 14″ O    | Grabstätte     | Grab Gertrud Schrader 1920 | 30942256 |      |

### Einzelbaudenkmale
| Lage                                             | Bezeichnung              | Beschreibung | ID       | Bild           |
| ------------------------------------------------ | ------------------------ | --- | -------- | -------------- |
| Am Gehrkamp 1 52° 22′ 45″ N, 9° 58′ 45″ O        | Wohnhaus                 | | 30942093 |                |
| Am Lindenberg 5 52° 22′ 12″ N, 9° 58′ 52″ O      | Wohnhaus                 | ehemaliges Pfarrhaus | 30942117 |                |
| Am Rathaus 3 52° 22′ 23″ N, 9° 58′ 32″ O         | Wohn-/Geschäftshaus      | | 30942345 |                |
| Am Sülterberge 4-6 52° 21′ 33″ N, 9° 57′ 14″ O   | Freifläche               | | 31160102 | BW             |
| An der Masch 1 52° 22′ 21″ N, 9° 58′ 44″ O       | Kirche                   | Die ev.-luth. Matthäuskirche wurde nach einem Entwurf von Conrad Wilhelm Hase in den Jahren 1873 bis 1876 im neugotischen Stil erbaut. Sie ist eine Hallenkirche im Stil der norddeutschen Backsteingotik. Auf dem Grundstück der Kirche befinden sich zusätzlich zwei Gedenksteine, ein Gedenkstein aus Anlass der Befreiungskriege 1813–1815 und ein Gedenkstein für Kriegsgefangene und Vermisste. | 30942311 | Weitere Bilder |
| An der Masch 2 52° 22′ 21″ N, 9° 58′ 41″ O       | Schule                   | Zweites Lehrter Schulgebäude welches 1889 außerhalb der Dorflage errichtet wurde. Planung und Bauausführung lagen bei Stadtbaumeister Schuhmann aus Celle sowie bei Heinrich Wichmann aus Lehrte. 1955 und 1964/1965 wurde es mit Erweiterungsbauten versehen. Von 1899 bis 1978 wurde es als Volksschule I geführt, seither ist es die Grundschule 1.                                                | 30942328 |                |
| An der Masch 4/4A 52° 22′ 19″ N, 9° 58′ 42″ O    | Schule                   | Erstes Lehrter Schulgebäude welches 1864 bis 1865 außerhalb der Dorflage errichtet wurde. Planung und Bauausführung lagen bei Conrad Wilhelm Hase aus Hannover, der Baumeister ist unbekannt. Vor 1900 wurden in nur zwei Klassenräumen zeitweise über 200 Kinder unterrichtet. Seit 1978 findet hier keine Unterricht mehr statt.                                                                    | 30944533 |                |
| An der Masch 52° 22′ 20″ N, 9° 58′ 44″ O         | Gedenkstätte             | | 30942294 | BW             |
| An der Masch 52° 22′ 18″ N, 9° 58′ 43″ O         | Kriegerdenkmal           | | 30942276 | Weitere Bilder |
| Bahnhofstraße 52° 22′ 44″ N, 9° 58′ 20″ O        | Stellwerk                | Das Stellwerk wurde 1896 errichtet, die technische Einrichtung des mechanischen Stellwerkes stammt von 1912. Das denkmalgeschützte Gebäude liegt im Westen des Personenbahnhofes Lehrte. Heute beherbergt es das Museumsstellwerk Lpf. | 30942595 | Weitere Bilder |
| Bahnhofstraße 50 52° 22′ 37″ N, 9° 58′ 25″ O     | Empfangsgebäude          | 1844 fertiggestelltes Empfangsgebäude des Bahnhofs | 31018781 |                |
| Bahnhofstraße 50 52° 22′ 37″ N, 9° 58′ 24″ O     | Bahnsteigüberdachung     | westl. Überd. Bahnsteig A | 30944717 | BW             |
| Bahnhofstraße 50 52° 22′ 38″ N, 9° 58′ 27″ O     | Bahnsteigüberdachung     | östl. Überdachung Bahnsteig E | 30944739 |                |
| Bahnhofstraße 48 52° 22′ 39″ N, 9° 58′ 24″ O     | Bunker                   | | 30942576 | BW             |
| Bruchstraße 1 52° 22′ 23″ N, 9° 59′ 18″ O        | Wohnhaus                 | | 30942507 |                |
| Feldstraße 8 52° 22′ 38″ N, 9° 58′ 10″ O         | Kirche                   | Die Kirche St. Bernward wurde im neugotischen Stil von 1894 bis 1895 erbaut und auf den Namen des Hildesheimer Bischofs Bernward geweiht. Die kleine Hallenkirche ist heute der Eingangsteil der Kirche, 1935–1936 wurde sie erweitert und am 21. Mai 1936 geweiht. Die Tauf- und Beichtkapelle entstand 1960, die Sakristei 1993.                                                                    | 30942630 | Weitere Bilder |
| Feldstraße 12 52° 22′ 37″ N, 9° 58′ 13″ O        | Villa                    | | 30942647 |                |
| Feldstraße 24 52° 22′ 32″ N, 9° 58′ 14″ O        | Villa                    | 1907 erbaut von Maurermeister Wilhelm Wrede für den Lehrter Kaufmann Bruno Eisser. 1919 kauften Gertrud und Theodor Reckemeyer das Haus, das fortan Reckemeyer-Villa genannt wurde. | 30942681 |                |
| Feldstraße 29 52° 22′ 20″ N, 9° 58′ 18″ O        | Turnhalle                | Die Jahn-Turnhalle wurde wahrscheinlich von 1928 bis 1929 erbaut. | 30942698 |                |
| Feldstraße 88–86 52° 22′ 11″ N, 9° 58′ 10″ O     | Friedhof                 | Der „Alte Friedhof“ liegt im Wohngebiet zwischen Feldstraße und Eichenweg. Ab 1865 wurden hier als Ersatz für den stillgelegten Friedhof an der Nikolauskirche die Bestattungen durchgeführt. Der Bau der kleinen Backstein-Kapelle erfolgt 1885 nach den Plänen der hannoverschen Architekten Ludolff und Heussner.                                                                                  | 30940129 |                |
| Friedrichstraße 10A 52° 22′ 43″ N, 9° 58′ 47″ O  | Schule                   | Das Schulgebäude wurde 1901 bis 1902 durch Stadtbaumeister Max Huguenin erbaut. 1944 zerstörte es eine Fliegerbombe teilweise. 1948 wurde der Eckturm neu errichtet. Von 1902 bis 1933 Nutzung als Mittelschule, seit 1913 ist hier die Höhere Schule untergebracht. Zwischen 1943 und 1950 Nutzung als Krankenhaus.                                                                                  | 30942715 |                |
| Gartenstraße 10 52° 22′ 25″ N, 9° 58′ 18″ O      | Doppelhaushälfte         | | 30942749 |                |
| Gartenstraße 10A 52° 22′ 25″ N, 9° 58′ 17″ O     | Doppelhaushälfte         | | 30942768 |                |
| Germaniastraße 11 52° 22′ 22″ N, 9° 59′ 19″ O    | Wohnhaus                 | | 30942802 |                |
| Germaniastraße 12 52° 22′ 22″ N, 9° 59′ 17″ O    | Wohnhaus                 | | 30942819 |                |
| Germaniastraße 22 52° 22′ 28″ N, 9° 58′ 57″ O    | Wasserturm               | Erbaut 1912, 2011 aufwändig saniert | 30942836 | Weitere Bilder |
| Hagenstraße 6 52° 22′ 11″ N, 9° 58′ 48″ O        | Wohnhaus                 | | 0942854  |                |
| Hofwinkel 11 52° 22′ 16″ N, 9° 58′ 58″ O         | Scheune                  | | 30942889 | BW             |
| Im Jägerwinkel 2 52° 22′ 13″ N, 9° 59′ 6″ O      | Wohnhaus                 | Erbaut um 1900 | 30942962 |                |
| Langestraße 27 52° 22′ 10″ N, 9° 58′ 40″ O       | Wohn-/Wirtschaftsgebäude | | 30942871 | BW             |
| Köthenwaldstraße 56 52° 22′ 29″ N, 9° 57′ 52″ O  |                          | | 30943124 |                |
| Marktstraße 19 52° 22′ 23″ N, 9° 58′ 48″ O       | Wohnhaus                 | Das traufständige Haus wurde um 1880 erbaut. | 30943182 |                |
| Marktstraße 39A 52° 22′ 19″ N, 9° 58′ 54″ O      | Wohnhaus                 | Altenteil | 30943199 |                |
| Osterstraße 3 52° 22′ 13″ N, 9° 58′ 57″ O        | Nikolauskirche           | Erste urkundliche Erwähnung 1302. Ab Februar 1352 selbständige Pfarrkirche. 1600 bis 1604 Anbau eines Kirchturmes. 1815 großer Umbau. Von 1876 bis 1961 als Schulgebäude und Heimatmuseum genutzt. Ab Oktober 1968 wieder Widmung als Kirche. | 30943216 | Weitere Bilder |
| Osterstraße 20 52° 22′ 12″ N, 9° 58′ 53″ O       | Scheune                  | Auf Grund der Nachbarschaft zum ehemaligen Pfarrhaus am Lindenberg 5 wird vermutet, dass dies früher die Pfarrscheune war. | 30943233 |                |
| Rathausplatz 1 52° 22′ 25″ N, 9° 58′ 30″ O       | Rathaus                  | Das Rathaus wurde von 1923 bis 1925 erbaut. Der Architekt war H. Behrens. Hier befand sich die Verwaltung der Kreissparkasse, im Nordflügel befand sich die Verwaltung Lehrtes. | 30942363 | Weitere Bilder |
| Rethmarstraße 1A 52° 22′ 7″ N, 9° 59′ 3″ O       | Wohnhaus                 | | 30943250 |                |
| Richtersdorf 52° 22′ 50″ N, 9° 58′ 7″ O          | Kriegerdenkmal           | Kriegerdenkmal 1914/18 | 30943284 | BW             |
| Richtersdorf 52° 22′ 50″ N, 9° 58′ 9″ O          | Bunker                   | ehem. Luftschutzbunker | 30943267 | BW             |
| Sedanplatz 2 52° 22′ 24″ N, 9° 58′ 43″ O         | Wohnhaus                 | | 30943323 |                |
| Sedanplatz 4 52° 22′ 24″ N, 9° 58′ 43″ O         | Wohnhaus                 | | 30943340 |                |
| Villa Nordstern 1 52° 21′ 35″ N, 9° 57′ 16″ O    | Villa                    | Die Villa Nordstern ist eine aus dem Jahr 1892 stammende Villa. Nach etwa dreißigjährigem Leerstand befindet sich heute eine Kindertagesstätte in der Villa. | 31156633 | Weitere Bilder |
| Westende 2 52° 22′ 9″ N, 9° 58′ 32″ O            | Wohnhaus                 | | 30943357 |                |
| Wintershall-Allee 10 52° 21′ 44″ N, 9° 57′ 26″ O | Villa                    | | 30943553 | BW             |

## Röddensen
Röddersen liegt nördlich von Lehrte und südlich von Burgdorf. Das Dorf wurde 1285 das erste Mal erwähnt.

### Gruppe: Hofanlage Röddenser Dorfstraße 5
Die Gruppe „Hofanlage Röddenser Dorfstraße 5“ hat die ID 30940283.

| Lage                                               | Bezeichnung | Beschreibung | ID       | Bild |
| -------------------------------------------------- | ----------- | ------------ | -------- | ---- |
| Röddenser Dorfstraße 5 52° 24′ 57″ N, 9° 58′ 50″ O | Wohnhaus    |              | 30943639 |      |
| Röddenser Dorfstraße 5 52° 24′ 57″ N, 9° 58′ 51″ O | Scheune     |              | 30943663 | BW   |

### Einzelbaudenkmale
| Lage                                               | Bezeichnung       | Beschreibung | ID       | Bild |
| -------------------------------------------------- | ----------------- | --- | -------- | ---- |
| Celler Straße 52° 25′ 17″ N, 9° 58′ 54″ O          | Gefallenendenkmal | Das Ehrenmal wurde 1920 errichtet. Es erinnert an die Toten des Ersten Weltkrieges. Nach dem Ende des Zweiten Weltkrieges wurde eine Tafel der Toten dem Ehrenmal vorgelagert.                              | 30943588 |      |
| Celler Straße 52° 25′ 17″ N, 9° 58′ 52″ O          | Friedhof          | | 30943571 | BW   |
| Kolshorner Straße 2 52° 24′ 59″ N, 9° 58′ 42″ O    | Hirtenhaus        | Das Haus ist ein Fachwerkhaus in Zweiständerkonstruktion. Trotz Veränderungen ist das Haus aus der Bauzeit um 1604 im Wesentlichen erhalten geblieben. So ist auch das Jochbalkengerüst erhalten geblieben. | 30943605 |      |
| Röddenser Dorfstraße 1 52° 24′ 58″ N, 9° 58′ 45″ O | Scheune           | | 30943622 |      |

## Sievershausen
Sievershausen wird im Jahre 1243/1246 das erste Mal als Siverdeshusen erwähnt. Gegründet wurde das Dorf wahrscheinlich um 1000. Während des Mittelalters war Sievershausen Sitz eines Archidiakonatssitzes, nach der Reformation Sitz einer Superintendentur. Im Jahre 1553 fand bei Sievershausen eine Schlacht zwischen Herzog Moritz von Sachsen und Markgraf Albrecht von Brandenburg statt, der siegreiche Herzog starb bei dieser Schlacht. Der Sieg war entscheidend für die Durchsetzung der Reformation.

### Gruppe: Kirchenanlage Zum Krähenfeld 3
Die Gruppe „Kirchenanlage Zum Krähenfeld 3“ hat die ID 30940303.

| Lage                                         | Bezeichnung  | Beschreibung | ID       | Bild |
| -------------------------------------------- | ------------ | --- | -------- | ---- |
| Zum Krähenfeld 3 52° 22′ 27″ N, 10° 7′ 51″ O | Kirche       | Die Kirche St. Martin geht auf einen Bau aus den 13. Jahrhundert, jedenfall stammt der Westturm im Grundsatz aus dieser Zeit. 1688 wurde der Turm umgebaut. 1819 wurde das Langhaus im Osten verlängert und die Kirche umgebaut. Im Jahre 1870 wurde die Kirche nach Plänen von C. W. Hase umgebaut, Teile der damals angebauten Schmuckelemente wurde 1952 wieder entfernt. Die Ausstattung im Inneren stammt mehrheitlich aus der Umbauphase um 18189/1820. Orgelprospekt, die Empore und der Kanzelaltar stammen aus dieser Zeit. In der Halle im Turm befindet sich ein Bild aus der Zeit um 1600, es zeigt die Schacht bei Sievershausen um 1553. | 30944048 |      |
| Zum Krähenfeld 3 52° 22′ 28″ N, 10° 7′ 49″ O | Kirchhof     | Bei dem Umbau der Kirche 1818/1819 wurde der Kirchhof nicht aufgelöst. Dadurch sind alte Grabsteine erhalten. | 30944068 | BW   |
| Zum Krähenfeld 3 52° 22′ 27″ N, 10° 7′ 51″ O | Gedenkstätte | Das Ehrenmal wurde 1920 errichtet. | 30944086 | BW   |
| Zum Krähenfeld 3 52° 22′ 28″ N, 10° 7′ 52″ O | Grabsteine   | | 30944104 | BW   |
| Zum Krähenfeld 3 52° 22′ 29″ N, 10° 7′ 51″ O | Pfarrhaus    | | 30944028 | BW   |

### Gruppe: Hofanlage Katt’sche Straße 8
Die Gruppe „Hofanlage Katt’sche Straße 8“ hat die ID 30940293.

| Lage                                           | Bezeichnung              | Beschreibung | ID       | Bild |
| ---------------------------------------------- | ------------------------ | ------------ | -------- | ---- |
| Katt’sche Straße 8 52° 21′ 59″ N, 10° 8′ 15″ O | Wohnhaus                 |              | 30944122 | BW   |
| Katt’sche Straße 8 52° 21′ 59″ N, 10° 8′ 14″ O | Backhaus                 |              | 30944162 | BW   |
| Katt’sche Straße 8 52° 21′ 59″ N, 10° 8′ 17″ O | Wohn-/Wirtschaftsgebäude |              | 30944142 | BW   |

### Einzelbaudenkmale
| Lage                                                  | Bezeichnung              | Beschreibung | ID       | Bild |
| ----------------------------------------------------- | ------------------------ | --- | -------- | ---- |
| Brinkstraße 8 52° 22′ 25″ N, 10° 7′ 59″ O             | Wohn-/Wirtschaftsgebäude | Vierständerhaus | 30943698 | BW   |
| Dammbusch 9 52° 22′ 23″ N, 10° 8′ 5″ O                | Wohn-/Wirtschaftsgebäude | Zweiständerhallenhaus | 30943715 | BW   |
| Dammbusch 9 52° 22′ 23″ N, 10° 8′ 5″ O                | Scheune                  | | 30943732 | BW   |
| Dammbusch 30 52° 22′ 28″ N, 10° 8′ 0″ O               | Wohn-/Wirtschaftsgebäude | Vierständerhaus | 30943749 | BW   |
| Hämeler Wald 52° 22′ 4″ N, 10° 6′ 34″ O               | Grenzstein               | Der 1771 installierte, pfeilerförmige Monolith ist mit M und P beschrieben (P/M 1771), und markierte die Grenze zwischen den Ämtern Meinersen und Peine. | 30943887 | BW   |
| John-F.-Kennedy-Straße 10 52° 22′ 13″ N, 10° 7′ 48″ O | Wohnhaus                 | | 30943819 | BW   |
| Katt’sche Straße 5 52° 22′ 3″ N, 10° 8′ 11″ O         | Wohn-/Wirtschaftsgebäude | Hallenhaus | 30944890 | BW   |
| Katt’sche Straße 7 52° 22′ 2″ N, 10° 8′ 15″ O         | Wohn-/Wirtschaftsgebäude | Vierständerhallenhaus | 30943836 | BW   |
| Meisterstraße 5 52° 22′ 18″ N, 10° 7′ 41″ O           | Wohnhaus                 | | 30943853 | BW   |
| Moritzweg 52° 22′ 26″ N, 10° 7′ 36″ O                 | Moritz-Denkmal           | Grabmal | 33788482 | BW   |
| Oelerser Straße 12 52° 22′ 22″ N, 10° 7′ 40″ O        | Wohn-/Wirtschaftsgebäude | Vierständerhallenhaus | 30943909 | BW   |
| Oelerser Straße 24 52° 22′ 23″ N, 10° 7′ 50″ O        | Scheune                  | | 30943960 | BW   |
| Oelerser Straße 24 52° 22′ 27″ N, 10° 7′ 50″ O        | Wohn-/Wirtschaftsgebäude | | 30943943 | BW   |
| Vor dem Heeßel 14 52° 22′ 1″ N, 10° 7′ 44″ O          | Wohnhaus                 | | 30943994 | BW   |
| Worthstraße 52° 22′ 2″ N, 10° 8′ 7″ O                 | Speicher                 | | 30944011 | BW   |

## Steinwedel

### Gruppe: Friedhof Dorfstraße
Die Gruppe „Friedhof Dorfstraße“ hat die ID :30940313.

| Lage                                   | Bezeichnung | Beschreibung | ID       | Bild |
| -------------------------------------- | ----------- | ------------ | -------- | ---- |
| Dorfstraße 52° 24′ 26″ N, 9° 59′ 14″ O | Friedhof    |              | 30944199 | BW   |
| Dorfstraße 52° 24′ 27″ N, 9° 59′ 11″ O | Mauer       |              | 30944217 | BW   |

### Einzelbaudenkmale
| Lage                                       | Bezeichnung              | Beschreibung | ID       | Bild           |
| ------------------------------------------ | ------------------------ | --- | -------- | -------------- |
| Burgdorfer Aue 52° 22′ 27″ N, 10° 1′ 11″ O | Eisenbahnbrücke          | Die Brücke wurde im Zuge der Einrichtung der Bahnstrecke Berlin–Lehrte im Jahr 1871 erbaut. Endgültig fertiggestellt wurde sie 1872. Das Bauwerk mit drei Bögen überspannt die Burgdorfer Aue. | 30940955 |                |
| Dorfstraße 7 52° 24′ 28″ N, 9° 59′ 7″ O    | Pfarrhaus                | Das Pfarrhaus wurde im späten 19. Jahrhundert erbaut. | 30944254 |                |
| Dorfstraße 11 52° 24′ 31″ N, 9° 59′ 8″ O   | Backhaus                 | | 30944340 |                |
| Dorfstraße 9 52° 24′ 29″ N, 9° 59′ 9″ O    | St.-Petri-Kirche         | Ev.-luth. Kirche | 30944305 | Weitere Bilder |
| Dorfstraße 9 52° 24′ 29″ N, 9° 59′ 8″ O    | Kirchhof                 | | 30944322 | BW             |
| Dorfstraße 9 52° 24′ 29″ N, 9° 59′ 9″ O    | Grabsteine               | | 30945272 | BW             |
| Dorfstraße 7 52° 24′ 28″ N, 9° 59′ 8″ O    | Scheune                  | | 30944271 | BW             |
| Dorfstraße 61 52° 24′ 47″ N, 9° 59′ 26″ O  | Wohn-/Wirtschaftsgebäude | | 30944357 |                |
| Dorfstraße 70 52° 25′ 1″ N, 9° 59′ 35″ O   | Wohn-/Wirtschaftsgebäude | Ruine | 30944374 |                |
| Dorfstraße 73 52° 24′ 54″ N, 9° 59′ 28″ O  | Wohn-/Wirtschaftsgebäude | Das Gebäude wurde 1754 erbaut. | 30944394 |                |
| Paradiesweg 1 52° 25′ 24″ N, 10° 0′ 19″ O  | Mühle                    | Heute eine Hundepension | 30944411 |                |

## Ehemalige Baudenkmale
| Lage                                                                       | Bezeichnung           | Beschreibung | ID | Bild |
| -------------------------------------------------------------------------- | --------------------- | --- | -- | --- |
| Ahlten Zum Großen Freien 16 52° 21′ 56″ N, 9° 54′ 34″ O                    | Brunnen               | Erbaut 1788 |    | |
| Arpke Sievershausener Straße 4 52° 23′ 5″ N, 10° 6′ 15″ O                  | Wohnhaus              | |    | |
| Immensen Arpker Straße 14 52° 23′ 41″ N, 10° 4′ 11″ O                      | Villa                 | Von 2010 bis 2012 grundlegend saniert |    | Weitere Bilder |
| Kolshorn Bürgermeister-Fuge-Straße 3 52° 25′ 16″ N, 9° 57′ 11″ O           | Wohnhaus              | |    | |
| Kolshorn Bürgermeister-Fuge-Straße 9 52° 25′ 18″ N, 9° 57′ 15″ O           | Wohnhaus              | |    | [[Vorlage:Bilderwunsch/code!/C:52.421705,9.954289!/D:Kolshorn Bürgermeister-Fuge-Straße 9, Wohnhaus!/\|BW]]                    |
| Lehrte Ahltener Straße 20 52° 22′ 22″ N, 9° 58′ 21″ O                      | Wohnhaus              | Adresse des ehemaligen Kinos, zwischenzeitlich abgerissen, seit 1997 Neubau Seniorenzentrum der AWO |    | |
| Lehrte Benzstraße 9c, ehemals Germaniastraße 6 52° 22′ 19″ N, 9° 59′ 31″ O | Verwaltungsgebäude    | Dieses Gebäude existiert nicht mehr, es wurde abgerissen |    | [[Vorlage:Bilderwunsch/code!/C:52.371886,9.99182!/D:Lehrte Benzstraße 9c, ehemals Germaniastraße 6, Verwaltungsgebäude!/\|BW]] |
| Lehrte Hofwinkel 3 52° 22′ 16″ N, 9° 58′ 57″ O                             | Vierständerhaus       | Hier existiert kein Vierständerhaus mehr, es wurde durch einen Neubau ersetzt |    | [[Vorlage:Bilderwunsch/code!/C:52.370982,9.982374!/D:Lehrte Hofwinkel 3, Vierständerhaus!/\|BW]]                               |
| Lehrte Köthenwaldstraße 1 52° 22′ 47″ N, 9° 58′ 4″ O                       | Wohnhaus              | Dieses Gebäude wurde ca. 1804 erbaut und zuletzt 1970 erneuert. Es beherbergte die Kneipe „Zum Turm“, die beliebt war bei den wartenden Autofahrern und Fußgängern, die den ehemaligen Bahnübergang Richtersdorf queren wollten. |    | |
| Lehrte Hagenstraße 13 52° 22′ 11″ N, 9° 58′ 40″ O                          | Scheune               | |    | [[Vorlage:Bilderwunsch/code!/C:52.369796,9.977646!/D:Lehrte Hagenstraße 13, Scheune!/\|BW]]                                    |
| Lehrte Friedrichstraße 13 52° 22′ 43″ N, 9° 58′ 41″ O                      | Wohnhaus              | Das Wohnhaus wurde um 1880 erbaut. Diese Gebäude besteht heute nicht mehr. Es wurde durch einen Neubau ersetzt. Das Bild zeigt den Neubau.                                                                                       |    | |
| Röddensen Röddenser Dorfstraße 52° 24′ 57″ N, 9° 58′ 47″ O                 | Straße                | |    | |
| Röddensen Röddenser Dorfstraße 9 52° 24′ 55″ N, 9° 58′ 49″ O               | Vierständerhallenhaus | |    | |
| Sievershausen Röhrser Weg 1 52° 22′ 0″ N, 10° 8′ 21″ O                     | Querdielenhaus        | |    | [[Vorlage:Bilderwunsch/code!/C:52.366738,10.139242!/D:Sievershausen Röhrser Weg 1, Querdielenhaus!/\|BW]]                      |
| Sievershausen Moritzweg 52° 22′ 26″ N, 10° 7′ 36″ O                        | Ehrenmal              | Das Erinnerungsmal wurde dem Kurfürsten Moritz im Jahre 1853 errichtet, der hier am 9. Juli 1553 in der Schlacht bei Sievershausen fiel. Es liegt heute am Rande des Friedhofs der evangelischen Kirchengemeinde Sievershausen.  |    | |